# Charoblemma
Charoblemma là một chi bướm đêm thuộc họ Noctuidae.